# Ingrid Alexandra
Ingrid Alexandra Norská (* 21. ledna 2004 Oslo) je nejstarší dítě korunního prince Haakona a korunní princezny Mette-Marit. Je vnučkou krále Haralda V. a královny Sonji. Je druhá v nástupnické linii na norský trůn po svém otci, současným monarchou je její dědeček Harald V. Má dva bratry, staršího nevlastního Mariuse a mladšího bratra, prince Sverra Magnuse, který je za ní v řadě následnictví, díky zavedení absolutní primogenitury (nejstarší dítě bez ohledu na pohlaví má v nástupnické linii přednost před mladším) v roce 1990. Očekává se od ní, jako od členky rodu Glücksburků, že se stane druhou ženskou panovnicí země, po královně Markétě, která žila v 15. století.
Byla pojmenována částečně po svém pradědečkovi, Jeho Veličenstvu králi Olafu V., který se původně jmenoval Alexander Edward Christian Frederik.
Skrze svého otce je potomkem britského krále Eduarda VII. Podle britského zákona o nástupnictví z roku 1701 je tedy potenciální následnicí trůnu v každém z šestnácti království Commonwealthu.

## Narození a křest
Princezna Ingrid Alexandra se narodila 21. ledna 2004 v 9:13 v Národní nemocnici v Oslo University Hospital v Oslu jako první dítě a jediná dcera korunního prince Haakona, dědice trůnu a druhá vnučka krále Haralda V. a královny Sonjy. Vážila 3 686 gramů a měřila 51 centimetrů. Její matka, korunní princezna Mette-Marit, má syna z předchozího vztahu jménem Marius Borg Høiby, který se narodil v roce 1997. Po narození Ingrid Alexandry zažila již dobře hodnocená královská rodina prudký nárůst popularity.
Ingrid Alexandra byla pokřtěna biskupem Gunnarem Stålsettem v kapli královského paláce dne 17. dubna 2004. Její dědeček král, její teta princezna Marta Louisa, dánský korunní princ, švédská korunní princezna, tehdejší princ z Asturie a její babička z matčiny strany Marit Tjessem byli jejími kmotry. Korunní princ z Dánska a princ z Asturie se nemohli zúčastnit křtu kvůli jejich svatbám, které se měly konat do měsíce od křtu.
Dne 31. srpna 2019 byla Ingrid Alexandra přijata v palácové kapli v Oslu. Všichni její kmotři byli přítomni.

## Vzdělávání
Ingrid Alexandra zahájila první školní den 19. srpna 2010 na základní škole Jansløkka, místní státní škole, kterou navštěvoval její nevlastní bratr. Její rodiče si vybrali tuto školu, protože chtěli, aby měla co nejobyčejnější dětství. Zprávy z novin uváděly, že princezna Ingrid Alexandra bude chodit do školy se svým nevlastním bratrem a místní občané mohou očekávat, že ji občas uvidí v komunitě se svými spolužáky na školních výletech. Zaměstnanci školy doufali, že se ze školy stane místo, kde by se princezna mohla spřátelit a užít si úlevu od kontroly veřejnosti.

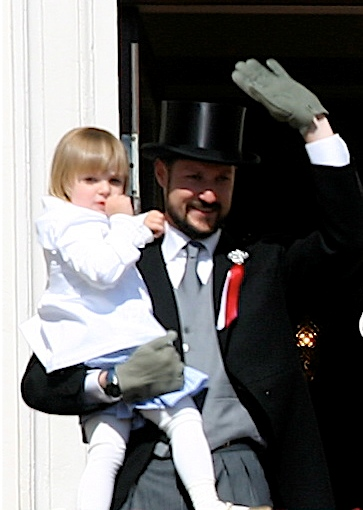
Princezna Ingrid Alexandra se svým otcem v roce 2007

Dne 17. června 2014 norská královská rodina informovala veřejnost, že od začátku školního roku 2014–2015 přestoupí princezna Ingrid Alexandra na soukromou anglickou jazykovou školu v Oslu, údajně proto, že její rodiče chtěli, aby mluvila plynně anglicky. Její mladší bratr Sverre Magnus měl přestoupit do montessori školy v Oslu.
Princezna Ingrid Alexandra přestoupila na Uranienborg School v Oslu, aby dokončila nižší střední vzdělání. Na podzim roku 2020 začala další školní docházku na střední škole Elvebakken v Oslu.

## Aktivity
Dne 19. června 2010 sloužila princezna Ingrid Alexandra jako družička na svatbě své kmotry, švédské korunní princezny. V prosinci 2012 se princezna zúčastnila rozhovoru se svým otcem v norském televizním programu na pomoc Environmental Agents, environmentální organizaci organizované dětmi. Na obrazovkách se měla objevit její matka, ale korunní princ se zúčastnil místo ní, protože korunní princezna byla nemocná. Zúčastnila se tradičních oslav Dne ústavy i tradičního skokanského turnaje v Holmenkollenu v Oslu.
Dne 4. května 2015 pokřtila princezna Ingrid Alexandra nový záchranný člun Norské záchranné společnosti Elias. V doprovodu svého dědečka krále se stala kmotrou lodi.
V roce 2016 byl v palácovém parku otevřen sochařský park princezny Ingrid Alexandry se sochami vytvořenými pro děti dětmi. Princezna se aktivně podílela na výběru příspěvků do sochařského parku z návrhů od školáků z celého Norska. V roce 2018 absolvovala prohlídku parku s vévodou a vévodkyní z Cambridge při příležitosti jejich oficiální návštěvy Norska.
Dne 12. února 2016 se princezna a její dědeček zúčastnili zahajovacího ceremoniálu II. zimních olympijských her mládeže v Lillehammeru: král, stejně jako předtím na zimních olympijských hrách v roce 1994, vyhlásil zahájení her, zatímco princezna, stejně jako její otec korunní princ Haakon před 22 lety, zapálila oheň.
Dne 17. listopadu 2018 pokřtila princezna Ingrid Alexandra výzkumné plavidlo Kronprins Haakon, které bylo pojmenováno po jejím otci. Plavidlo bylo pokřtěno ve svém domovském přístavu Tromsø. Princezna hovořila o svém zájmu o oceán a změnu klimatu. Uvedla, že loď přinese „nové a zásadní znalosti o polárních oblastech, o oceánech a změně klimatu“.
Princezna získala zlatou medaili na norském šampionátu juniorů v surfování v říjnu 2020. Je známá jako vášnivá surfařka a trénuje také lyžování a kickbox.

## Ústavní status
Ústava Norska byla změněna v roce 1990, aby zavedla absolutní primogenituru a zajistila, že koruna přejde na nejstarší dítě bez ohledu na pohlaví, ale aby korunního prince udržela před jeho starší sestrou, princeznou Martou Louisou; změna se měla vztahovat až na jejich děti. Princezna Ingrid Alexandra je tak od narození druhá v řadě následnictví, předchází jí pouze její otec. Kvůli reformě nebyl její status ovlivněn následným narozením jejího bratra, prince Sverra Magnuse, v roce 2005. Očekává se, že se princezna stane první norskou královnou od dob královny Markéty, která vládla nad Norskem, Dánskem a Švédskem od konce 80. let 14. století až do své smrti v roce 1412.
Spolu se svými rodiči a prarodiči - ale na rozdíl od svého bratra, nevlastního bratra Mariuse a dalších příbuzných - je princezna Ingrid Alexandra členkou norské královské rodiny. Rodina patří do rodu Glücksburgů.

## Tituly, oslovení a významy
- 21. ledna 2004 - současnost: Její královská výsost princezna Ingrid Alexandra Norská